# Florin Șlapac
Florin Șlapac (n. 13 martie 1952 – d. 12 martie 2014) a fost un prozator, poet și traducător român.

## Studii
- A absolvit Liceul "Mircea cel Batrân" din Constanța și Facultatea de Filologie a Universității "Alexandru Ioan Cuza" din Iași, secția filologie - engleză (1974).
- Burse literare: Hawthornden, Scoția - 1997, Valparaiso, Spania - 1999.

## Activitate profesională
- A fost redactor-șef al revistei-caiet de literatură "Amphion" din Constanța.
- A colaborat la: Argeș, Luceafărul, România Literară, Vatra, Euphorion, Orizont, Tribuna, Familia, Dialog, ArtPanorama, Contrapunct, Contrafort, Observator(München, Germania), Tomis, Observator Cultural, Playboy, Cronica, Convorbiri Literare, Ateneu, Archenoah(München, Germania), Ex Ponto.
- A fost redactor la Editura "Pontica"(1991-1993), la revista literară "Tomis"(1993-1999, 2004 - 2005) și la Editura Paralela 45.
- A fost membru al Uniunii Scriitorilor din România din 1990 și al Asociației Scriitorilor Profesioniști din România, ASPRO din 1997.
- Debut cu poezie în revista liceului "Mircea cel Bătrân" Constanța, Zări Albastre(1968). În presa literară debutează cu versuri în 1972, în revista "Amfiteatru", sub pseudonimul Olaf, iar cu proză în revista "Tribuna", condusă la acea vreme de D. R. Popescu 1984.
- Debut editorial cu romanul Matei și Eva. Debutul a fost precedat de apariția în volumul colectiv Caiet de Poezie.

## Volume publicate
- 1985 - Matei și Eva, roman, Editura Dacia;
- 1989 - Jucăria, roman, Editura Dacia;
- 1990 - Centrul schimbător al atenției, povestiri, Editura Cartea Românească;
- 1995 - La inima fermecată, roman, Editura Niculescu;
- 1998 - Salonul Refuzaților, proză scurtă, Editura ExPonto;
- 1999 - Zăpodie, poem, Editura Niculescu;
- 1999 - Matei și Eva, roman, ediția a II-a revăzută, Editura ExPonto;
- 2000 - Jucăria, roman, ediția a II-a revăzută, Editura Paralela 45;
- 2000 - Fără pereche, roman, Editura Univers;
- 2001 - Zăpodie, poem, ediția a II-a revăzută, Editura ExPonto.

## Manuale în limba engleză
- 1993 - Spoken English, Editura Teora;
- 1994 - Limba engleză - nivel mediu, Editura Niculescu;
- 1999 - Spoken English, ediția a II-a, Editura Teora.

## Antologii
- 1974 - Caiet de poezie, Editura Eminescu;
- 1993 - Vânzătorul de enigme, Editura Europolis;
- 1998 - Iubiri subversive, Editura All;
- 1998 - Generația '80 în proză scurtă, Editura Paralela 45;
- 1999 - Plaja nudiștilor, Editura All;
- 1999 - Romanian Fiction of the '80s and '90s, Editura Paralela 45;
- 2005 - Concert la patru mâini, Editura ExPonto.

## Traduceri
- 1992 - Scarlett - Alexandra Ripley, Editura Olimp;
- 1993 - Fereastra de la Etaj - Raymond Chandler, Editura Teora;
- 1993 - Femeia din Lac - Raymond Chandler, Editura Teora;
- 1994 - Curenții Spațiului - Isaac Asimov, Editura Teora;
- 1994 - Doamna de la Miezul Nopții - Linda Wisdom, Editura Miron;
- 1994 - Star Trek - Alan Dean, Editura Teora;
- 1995 - Copiii din Hamelin - Norman Spinrad, Editura Nemira;
- 1995 - Ceea ce mi se Cuvine - Dorin Mortman, Editura Miron;
- 1996 - Amantul Spaniol - J. Troloppe, Editura Colloseum;
- 1997 - Ultimul Țărm - Nevil Shute, Editura Pygmalion;
- 1999 - Sub Vulcan - Malcolm Lowry, Editura Univers;
- 1999 - Ultimul Împărat - Edward Behr, Editura Humanitas;
- 2000 - Democrație și Ordine Globală - David Held, în colaborare cu Gabriela Inea, Editura Univers;
- 2001 - Managementul Timpului - Stephen R. Covey, în colaborare cu Gabriela Inea, Editura All;
- 2001 - Vinovați de Demență - Dorothy Otnow Lewis, în colaborare cu Gabriela Inea, Editura All;
- 2002 - Antologie Playboy - Editura ProGnosis;
- 2002 - Războiul Sfânt SA: în inima lumii secrete a lui Osama Bin Laden - Peter Bergen, Editura All;
- 2003 - Hinduismul. Foarte Scurtă Introducere - Kim Knott, în colaborare cu Gabriela Inea, Editura All;
- 2003 - Citindu-l pe Turgheniev - William Trevor, Editura Polirom;
- 2003 - Femei - Charles Bukowski, Editura Polirom;
- 2003 - Sub Vulcan - Malcolm Lowry, Editura Polirom;
- 2003 - Biblia. Foarte Scurtă Introducere - John Riches, în colaborare cu Gabriela Inea, Editura All;
- 2004 - Vrăjitorul - Tim O'Brien, Editura Polirom;
- 2005 - Manager Contra Curentului - Marcus Buckingham, în colaborare cu Gabriela Inea, Editura All;
- 2005 - Povestea unui Mafiot. Onoarea înainte de toate - Bill Bonanno, Editura All.

## Premii literare și distincții
- 1986 - Premiul revistei "Tribuna" pentru proză;
- 1995 - Premiul pentru proză al Filialei "Dobrogea" a Uniunii Scriitorilor, pentru romanul "La inima fermecată";
- 1998 - Premiul "Al. Odobescu" la Concursul național de literatură, ediția a VII-a, Călărași, pentru volumul "Salonul Refuzaților";
- 2004 - Ordinul "Meritul Cultural" în grad de Cavaler, pentru activitatea literară și de traducător.
- 2006 - Premiul pentru proză al Filialei "Dobrogea" a Uniunii Scriitorilor, pentru antologia "Concert la patru mâini";